# Lepidagathis kaessneri
Lepidagathis kaessneri är en akantusväxtart som beskrevs av Spencer Le Marchant Moore. Lepidagathis kaessneri ingår i släktet Lepidagathis och familjen akantusväxter. Inga underarter finns listade i Catalogue of Life.